# Ставне (зупинний пункт)
Ста́вне — пасажирська зупинна залізнична платформа Львівської дирекції Львівської залізниці.
Розташована поблизу с. Стаївка Сокальського району Львівської області на лінії Рава-Руська — Червоноград між станціями Белз (10 км) та Угнів (12 км).
Станом на грудень 2016 р. на платформі зупиняються приміські поїзди.